# Klepetan và Malena
Klepetan và Malena là một cặp hạc trắng (Ciconia ciconia) trở nên nổi tiếng ở Croatia vì tình yêu của chúng. Từ năm 2001 đến 2021, Klepetan đã bay từ Nam Phi đến Brodski Varoš, Croatia mỗi mùa xuân để giao phối với Malena, vốn không thể bay do bị thương do đạn bắn. Vào ngày 7 tháng 7 năm 2021, Malena qua đời vì tuổi già và nguyên nhân tự nhiên, còn Klepetan vẫn sống.

## Câu chuyện
Croatia là nơi làm tổ phổ biến của loài cò trắng, với khoảng 1.500 cặp làm tổ cư trú trong nước. Thậm chí một số làng còn có số lượng cò nhiều hơn số người. Tạp vụ người Croatia Stjepan Vokić tìm thấy Malena khi đang câu cá năm 1993. Malena đã bị thợ săn bắn và không thể bay. Vokić đã giải cứu Malena và trở thành người chăm sóc con cò này. Năm 2001, một con cò đực mà Vokić đặt tên là Klepetan, bắt đầu đến thăm Malena. Klepetan trở lại vào mỗi mùa xuân để giao phối với Malena. Thông qua băng theo dõi vô tuyến, người ta xác định rằng Klepetan đã bay tới 13.000 km (8.000 mi) trong vòng một tháng từ Cộng hòa Nam Phi đến Croatia để gặp Malena mỗi năm. Vokić đã chăm sóc con của chúng vì Malena không thể đi săn, xây cho chúng một cái tổ, một nơi trú ẩn và cho chúng ăn. Năm 2017, Klepetan quay lại và phát hiện một con chim khác và một quả trứng mới đẻ trong tổ của Malena. Klepetan đuổi con chim đực đó đi và đập vỡ quả trứng của nó. Cặp đôi này có tổng cộng 66 con chim con.
Tháng 3 năm 2019, một con chim có thể là Klepetan đã xuất hiện sớm một cách bất thường ở Brodski Varoš. Con chim này rời đi vào tháng 4 và không trở lại trong suốt phần còn lại của mùa hè. Mặc dù các báo cáo cho biết Klepetan đã chết vào tháng 8 năm 2019, nhưng hóa ra đó lại là một con cò khác. Klepetan trở lại với Malena một lần nữa vào tháng 4 năm 2020, bác bỏ những tin đồn về cái chết của chú. Klepetan trở lại lần cuối vào tháng 4 năm 2021.

### Cái chết của Malena
Ngày 7 tháng 7 năm 2021, Malena qua đời vì tuổi già. Cái chết của cô do Stjepan Vokić thông báo. Tính đến thời điểm qua đời, cô đã được Vokić chăm sóc trong suốt 28 năm. Malena đi cùng với Klepetan vào thời điểm cô qua đời. Vokić cho biết anh hy vọng Klepetan sẽ trở lại nhà mình vào năm 2022, cho dù người bạn đồng hành đã mất.

## Trong xã hội
Một bộ phim tài liệu năm 2017 tập trung vào cặp cò và Vokić. Ban du lịch Croatia đã làm một video hoạt hình về Klepetan và Malena để quảng bá Croatia. Cặp cò là chủ đề của một video dẫn đến việc Liban áp dụng các biện pháp bảo vệ các loài chim di cư. Cặp đôi này được mô tả là "câu chuyện tình kỳ lạ nhất Croatia".